# تشيسابيك بيتش (ماريلاند)
تشيسابيك بيتش (بالإنجليزية: Chesapeake Beach, Maryland)‏ هي بلدة تقع في مقاطعة كالفرت (ماريلاند) بولاية ماريلاند في الولايات المتحدة. تبلغ مساحتها 7.23 (كم²)، وترتفع عن سطح البحر 15 م، بلغ عدد سكانها 5753 نسمة في عام 2010 حسب إحصاء مكتب تعداد الولايات المتحدة وتصل الكثافة السكانية فيها 819.7 نسمة/كم2.

## التركيبة السكانية
قام مكتب تعداد الولايات المتحدة بتحديد بيانات التركيبة السكانية لتشيسابيك بيتش في تعداد الولايات المتحدة. في ما يلي، التركيبة السكانية حسب تعدادي 2000 و2010.

### تعداد عام 2000
بلغ عدد سكان تشيسابيك بيتش 3,180 نسمة بحسب تعداد عام 2000، وبلغ عدد الأسر 1,217 أسرة وعدد العائلات 862 عائلة مقيمة في البلدة. في حين سجلت الكثافة السكانية 1,144.7 نسمة لكل ميل مربع (442.0/كم2). وبلغ عدد الوحدات السكنية 1,331 وحدة بمتوسط كثافة قدره 479.1 نسمة لكل ميل مربع (185.0/كم2).
وتوزع التركيب العرقي للبلدة بنسبة 91.51% من البيض و 0.35% من الأمريكيين الأصليين و 1.10% من الأمريكيين ذوي الأصول الآسيوية و 5.28% من الأمريكيين الأفارقة و 1.38% من عرقين مختلطين أو أكثر.
بلغ عدد الأسر 1,217 أسرة كانت نسبة 35.2% منها لديها أطفال تحت سن الثامنة عشر تعيش معهم، وبلغت نسبة الأزواج القاطنين مع بعضهم البعض 52.7% من أصل المجموع الكلي للأسر، ونسبة 12.9% من الأسر كان لديها معيلات من الإناث دون وجود شريك، وكانت نسبة 29.1% من غير العائلات. تألفت نسبة 21.6% من أصل جميع الأسر من أفراد ونسبة 5.4% كانوا يعيش معهم شخص وحيد يبلغ من العمر 65 عاماً فما فوق. وبلغ متوسط حجم الأسرة المعيشية 3.03، أما متوسط حجم العائلات فبلغ 2.61.
بلغ العمر الوسطي للسكان 36 عاماً. وكانت نسبة 27.2% من القاطنين تحت سن الثامنة عشر، وكانت نسبة 7.4% بين الثامنة عشر والأربعة وعشرون عاماً، ونسبة 34.4% كانت واقعةً في الفئة العمرية ما بين الخامسة والعشرون حتى والأربعة وأربعون عاماً، ونسبة 24.0% كانت ما بين الخامسة والأربعون حتى الرابعة والستون، ونسبة 7.0% كانت ضمن فئة الخامسة والستون عاماً فما فوق. يوجد لكل 100 أنثى 99.1 ذكر، ويوجد لكل 100 أنثى في الثامنة عشر من عمرها فما فوق 93.8 ذكر.
بلغ متوسط دخل الأسرة في البلدة 68,365 دولار، أما متوسط دخل العائلة فبلغ 74,167 دولار. وكان متوسط دخل الذكور 43,125 دولار مقابل 35,865 دولار للإناث. وسجل دخل الفرد الخاص بالبلدة 29,616 دولار. وكانت نسبة 1.6% من العائلات ونسبة 3.8% من السكان تحت خط الفقر، وكان من هؤلاء نسبة 3.8% تحت سن الثامنة عشر ونسبة 5.5% في الخامسة والستين من العمر وما فوق.

### تعداد عام 2010
بلغ عدد سكان تشيسابيك بيتش 5,753 نسمة بحسب تعداد عام 2010، وبلغ عدد الأسر 2,134 أسرة وعدد العائلات 1,520 عائلة مقيمة في البلدة. في حين سجلت الكثافة السكانية 2,122.9 نسمة لكل ميل مربع (819.7/كم2). وبلغ عدد الوحدات السكنية 2,354 وحدة بمتوسط كثافة قدره 868.6 لكل ميل مربع (335.4/كم2).
وتوزع التركيب العرقي للبلدة بنسبة 84.8% من البيض و 0.6% من الأمريكيين الأصليين و 1.4% من الأمريكيين ذوي الأصول الآسيوية و 9.8% من الأمريكيين الأفارقة و 2.8% من عرقين مختلطين أو أكثر.
بلغ عدد الأسر 2,134 أسرة كانت نسبة 43.1% منها لديها أطفال تحت سن الثامنة عشر تعيش معهم، وبلغت نسبة الأزواج القاطنين مع بعضهم البعض 51.4% من أصل المجموع الكلي للأسر، ونسبة 15.2% من الأسر كان لديها معيلات من الإناث دون وجود شريك، بينما كانت نسبة 4.6% من الأسر لديها معيلون من الذكور دون وجود شريكة وكانت نسبة 28.8% من غير العائلات. تألفت نسبة 21.6% من أصل جميع الأسر من أفراد ونسبة 5.6% كانوا يعيش معهم شخص وحيد يبلغ من العمر 65 عاماً فما فوق. وبلغ متوسط حجم الأسرة المعيشية 3.15، أما متوسط حجم العائلات فبلغ 2.70.
بلغ العمر الوسطي للسكان 36.2 عاماً. وكانت نسبة 28.6% من القاطنين تحت سن الثامنة عشر، وكانت نسبة 6.8% بين الثامنة عشر والأربعة وعشرون عاماً، ونسبة 29.6% كانت واقعةً في الفئة العمرية ما بين الخامسة والعشرون حتى والأربعة وأربعون عاماً، ونسبة 27.7% كانت ما بين الخامسة والأربعون حتى الرابعة والستون، ونسبة 7.1% كانت ضمن فئة الخامسة والستون عاماً فما فوق. وتوزع التركيب الجنسي للسكان بنسبة 48.1% ذكور و51.9% إناث.

## وصلات خارجية
- The US50 - Cities and Towns in Maryland State
- Maryland Cities and Towns, Facts, Map, Flag, Colleges, Government, and More